# Esercito dello Stendardo Verde
L'Esercito dello Stendardo Verde (LǜyíngbīngP; mancese: niowanggiyan turun i kūwaran) era il nome di una categoria di unità militari sotto il controllo della dinastia Qing nella Cina imperiale. Era composto principalmente da soldati di etnia Han e attivo in concomitanza con quello delle Otto Bandiere costituito da soldati manciù, mongoli e alcuni Han cinesi. Nelle aree con un'alta concentrazione di Hui, i musulmani prestarono servizio come soldati nell'esercito dello Stendardo Verde. Dopo che i Qing consolidarono il controllo sulla Cina, l'Esercito dello Stendardo Verde fu utilizzato principalmente come forza di polizia.

## Storia

### Origini
Le truppe originarie dello Stendardo Verde erano soldati dei comandanti Ming che si arresero ai Qing nel 1644 e dopo. Le loro truppe si arruolarono volontariamente e per lunghi periodi di servizio. Di solito provenivano da persone socialmente svantaggiate e rimanevano segregati dalla società cinese, in parte a causa del profondo pregiudizio anti-militare di questi ultimi durante il tardo periodo Ming, e in parte perché erano pagati troppo poco e irregolarmente per sposarsi e sostenere una famiglia.
I Qing si affidarono ai soldati dello Stendardo Verde, provenienti dalle forze militari Han Ming disertate che si unirono ai Qing, per aiutare a governare la Cina settentrionale. Furono queste truppe che governarono attivamente la Cina a livello locale mentre gli Han, mongoli e manciù delle Otto Bandiere vennero inviati in situazioni di emergenza solo quando vi era una resistenza militare sostenuta.

### Koxinga e la rivolta dei Tre Feudatari
I manciù inviarono soldati Han della Bandiera a combattere contro I lealisti Ming del Guangdong, Zhejiang e Fujian. I Qing portarono avanti una massiccia politica di spopolamento e "pulizia", costringendo le persone a evacuare la costa per privare di risorse i lealisti Ming di Koxinga. Ciò portò al mito che i manciù avessero "paura dell'acqua". Nel Fujian, gli Han della Bandiera combatterono per i Qing e ciò ha smentito l'affermazione del tutto irrilevante che la presunta paura dell'acqua, da parte del manciù, abbia a che fare con l'evacuazione costiera. 400.000 uomini delle Stendardo Verde combatterono contro i Tre Feudatari, accanto a 200.000 uomini delle Bandiere.
Le forze Qing furono schiacciate da Wu dal 1673 al 1674. I Qing ebbero il sostegno della maggioranza dei soldati cinesi Han e dell'élite Han contro i Tre Feudatari, dal momento che rifiutarono di unirsi a Wu Sangui nella rivolta, mentre gli uomini delle Otto Bandiere e gli ufficiali manciù furono poco efficienti contro Wu Sangui, così i Qing risposero usando un massiccio esercito di oltre 900.000 Han cinesi, per combattere e annientare i Tre Feudatari. L'esercito di Wu Sangui, costruito da soldati Ming disertori, venne schiacciato dagli uomini dello Stendardo Verde.
Durante la Rivolta dei Tre Feudatari generali e uomini manciù delle Bandiere furono inizialmente umiliati dalla migliore condotta dell'Esercito cinese dello Stendardo Verde, che combatté meglio di loro contro i ribelli e questo fu notato dall'imperatore Kangxi, portandolo a ordinare ai generali Sun Sike, Wang Jinbao e Zhao Liangdong di guidare i soldati dello Stendardo per schiacciare i ribelli. I Qing pensavano che i cinesi Han fossero superiori a battersi contro altri popoli Han e quindi usarono l'Esercito dello Stendardo come esercito dominante e maggioritario nello schiacciare i ribelli al posto dei reparti delle Bandiere.
Nella Cina di nord-ovest, contro Wang Fuchen, i Qing misero gli uomini delle Bandiere in retroguardia e impiegarono soldati cinesi Han dello Stendardo, guidati da generali cinesi come Zhang Liangdong, Wang Jinbao e Zhang Yong, come principali forze militari, considerando che le truppe Han combattessero meglio, e ottennero la vittoria sui ribelli. Il Sichuan e il sud dello Shaanxi vennero riconquistati dagli Han dello Stendardo, sotto Wang Jinbao e Zhao Liangdong, nel 1680, con i manciù impiegati solo per la logistica e gli approvvigionamenti. Durante la guerra combatterono 400.000 uomini dello Stendardo e 150.000 delle Bandiere. Durante la rivolta vennero mobilitate 213 compagnie di cinesi Han e 527 compagnie delle Bandiere costituite da mongoli e manciù.

### Riforma e declino
La riforma del sistema militare Qing da parte dell'Imperatore Kangxi durante gli ultimi anni della Guerra dei Tre Feudatari (1673-1681) portò a una divisione fondamentale dell'amministrazione e della funzione militare tra i due rami dell'esercito Qing. Gli Otto Bandiere del vecchio sistema vennero mantenuti come forza di guardia della dinastia, dalla quale le truppe cinesi e mongole furono progressivamente trasferite nel corso del XVIII secolo, fino a quando la maggior parte delle truppe delle Bandiere divenne nuovamente manciù.
Dal XVIII secolo in avanti, le forze dello Stendardo divennero essenzialmente gendarmeria o polizia, per il mantenimento dell'ordine interno o per piccole scaramucce. Costituirono anche la maggior parte delle forze inviate nelle principali campagne. L'Esercito dello Stendardo era estremamente frammentato, con migliaia di avamposti grandi e piccoli in tutto l'impero, molti con solo dodici uomini. Era diviso in guarnigioni delle dimensioni di un battaglione, che riferivano al comandante in capo attraverso i generali delle brigate regionali (TídūP) in ogni provincia. Governatori e governatori generali avevano ciascuno un battaglione di truppe dello Stendardo sotto il loro comando personale, ma i compiti primari erano nelle aree giudiziarie e fiscali piuttosto che affrontare invasioni o ribellioni. Durante il tempo di pace, era raro che un ufficiale comandasse più di 5.000 uomini.
A rigor di termini, l'Esercito dello Stendardo non era una forza ereditaria, sebbene la dinastia dirigesse i suoi sforzi di reclutamento principalmente sui figli e altri parenti di soldati arruolati. L'arruolamento era considerato un'occupazione per tutta la vita, ma in genere era molto semplice essere riclassificato come civile.
Nelle aree di frontiera veniva usato un sistema di rotazione delle truppe. Nella Kashgaria, le truppe dello Stendardo di Shaanxi e Gansu dovevano prestare servizio per un periodo di tre anni, in seguito aumentati a cinque anni, per poi tornare a casa.
Già nella ribellione del Loto Bianco, gli eserciti dello Stendardo avevano iniziato a mostrare un declino nell'efficacia militare che li rendeva del tutto inefficaci nella lotta contro i ribelli. Almeno otto cause contribuirono a questo declino: 
1. la paga dei soldati non aumentava con l'inflazione, richiedendo alla maggior parte di loro di cercare un'occupazione esterna per sostenere la famiglia;
2. l'ampia dispersione di sedi aveva impedito l'addestramento centralizzato, mentre la polizia e le responsabilità civiche lasciavano poco tempo per il perfezionamento;
3. durante le guerre le forze venivano assemblate prendendo un piccolo numero di soldati da numerose unità esistenti piuttosto che usare unità esistenti, portando a "influenza divisiva, scarsa coordinazione e inefficienza operativa";
4. i posti vacanti nelle file degli eserciti non venivano rimpiazzate, per far sì che gli ufficiali potessero intascare le indennità dei soldati mancanti o riempirsi di protezioni personali;
5. gioco d'azzardo dilagante e le dipendenze da oppio;
6. l'uso di permettere ai soldati di assumere sostituti, spesso mendicanti, per addestrarli e combattere al loro posto;
7. esercitazioni poco frequenti;
8. riduzione della disciplina dovuta alla mancanza di rispetto verso gli ufficiali inetti spesso nominati per favoritismo o nepotismo.[19]

Ma Zhan'ao, un ex ribelle musulmano, disertò dal lato dei Qing durante la seconda rivolta dei Dungani e le sue forze musulmane vennero reclutate nell'Esercito dello Stendardo dopo la fine della guerra.